# Abtskolk & De Putten
Abtskolk & De Putten is een Natura 2000-gebied (nummer 162) in de Nederlandse provincie Noord-Holland.
Het gebied bestaat overwegend uit grasland en plassen. De oppervlakte van het gebied is 612 ha. Abtskolk is eigendom van en in beheer bij Staatsbosbeheer. De Putten is in beheer bij de Vereniging Natuurmonumenten. Het aangewezen gebied maakt deel uit van de Zijpe-en Hazepolder en de Vereenigde Harger- en Pettemerpolder.
In 2010 start de provincie met het opstellen van de beheerplan voor het gebied.